# Tre Valli Varesine 1935
La Tre Valli Varesine 1935 (nota anche come "Circuito delle Tre Valli Varesine"), diciassettesima edizione della corsa, si svolse il 6 ottobre 1935 su un percorso di 140 km con partenza e arrivo a Varese. Organizzata dalla S.C. Alfredo Binda e riservata a ciclisti dilettanti, fu vinta dall'italiano Pietro Chiappini, che completò il percorso in 4h10'00" precedendo i connazionali Ercole Rigamonti e Edmondo Toccaceli. Conclusero la prova 21 dei 40 ciclisti al via.

## Percorso
Partita da Varese, la corsa attraversò anche Gallarate, Sesto Calende, Laveno Mombello e Ganna.

## Ordine d'arrivo (Top 10)
| Pos. | Corridore          | Squadra          | Tempo    |
| ---- | ------------------ | ---------------- | -------- |
| 1    | Pietro Chiappini   | A.S. Roma        | 4h10'00" |
| 2    | Ercole Rigamonti   | S.C. Comense     | a 2"     |
| 3    | Edmondo Toccaceli  | A.S. Roma        | s.t.     |
| 4    | Marcello Spadolini | A.S. Roma        | s.t.     |
| 5    | Berto Gualberto    | S.C. Binda       | s.t.     |
| 6    | Silvio Bianchi     | C.C. Lombardo    | s.t.     |
| 7    | Giorgio Ferrario   | C. Battisti      | s.t.     |
| 8    | Pietro Agnesina    | U.S. Castellanz. | s.t.     |
| 9    | Quirino Toccaceli  | A.S. Roma        | s.t.     |
| 10   | Glauco Servadei    | A.S. Roma        | s.t.     |